# Matt LeBlanc
Matthew Steven LeBlanc (født 25. juli 1967) er en amerikansk Emmy- og Golden Globe-nomineret skuespiller. De fleste kender ham som den naive, og altid sultne, Joey Tribbiani i NBC tv-serien Venner og senere i spin-off'en Joey. LeBlanc spiller i øjeblikket en fiktiv version af sig selv i den amerikansk-britiske komedieserie Episodes og har siden 2016 været vært for BBC Twos Top Gear.

## Biografi

### Opvækst
LeBlanc er født den 25. juli 1967 i Newton, Massachusetts, USA. Hans far hedder James LeBlanc og hans mor Pat Grossman. Fra sin fars side er han af irsk, hollandsk, engelsk og fransk herkomst, og italiensk fra sin mors side; men han bliver næsten altid castet som italiener. Han har en halvbror, Justin, som bor i Australien.
Da LeBlanc var 8 år gammel, ville han være motorcykelkører. Han deltog i mange junior-konkurrencer, indtil han omsider gav op. Han øvede sig meget og blev meget god til tømrerarbejde, så  han vandt en "Golden Hammer"-pris, mens han stadig gik i high school. Han spillede Jesus i Jesus Christ Superstar i Cultural Arts Playhouse, mens han gik i high school..
LeBlanc dimitterede fra "Newton North High School" i 1985. Før "Newton North" havde han gået på "Frank Ashely Day Junior High School", der ligger i Newtonville, Massachusetts. Efter high school gik han på "Wentworth Institute of Technology" i Boston, Massachusetts. Han forlod dog colleget kort tid efter starten på 2. semester.

### Karriere
Sidst i 1980'erne begyndte LeBlanc at dukke op i forskellige tv-forbindelser, bl.a. velkendte tv-spots for Heinz, Levi's og Coca-Cola. LeBlanc har senere udtalt, at med én enkelt ketchupreklame, ville han være i stand til at købe et hus, en bil, en motorcykel og en garderobe fuld af tøj. 
I 1988, fik han sin første tv-rolle, i dramaet TV 101, som kørte 1 sæson. Senere i 80'erne, var han også med i musikvideoen til Bob Segers "Night Moves". I 1991 var han også med i musikvideoen til Alanis Morissettes single "Walk Away", hvor han spiller hendes kæreste. Også i 1991, blev han til en stjerne, da han var med i spin-off'en til Married with Children med titlen Top of the Heap. Showet holdt kun 7 episoder, fra april til maj 1991. Han spillede også sin rolle fra Top of the Heap, rollen som Vinnie Verducci, i nogle episoder i Married With Children.
Han var også med i et afsnit af Red Shoe Diaries i 1991. 
LeBlanc fik endelig sit store gennembrud i 1994, i rollen som Joey Tribbiani i tv-serien Venner, og han blev faktisk ved med at spille Joey i 12 år, først 10 sæsoner med Venner og derefter 2 sæsoner med Joey. Da LeBlanc gik til audition til Joey, havde han kun 11$. Så da castet fik deres første løn, var det første LeBlanc gjorde, var at købe et varmt måltid mad. 
Venner blev en kæmpe succes for LeBlanc, der sammen med sine medspillere, fik en masse seere og anerkendelse.       
LeBlancs mest omtalte filmroller, var i  Ed (1996), Lost in Space (1998), Charlie's Angels: Full Throttle (2000) og All the Queen's Men (2001).
LeBlanc havde i en årrække en pause fra skærmen efter Joeys afslutning i 2006, men han er nu i gang med at producere, med hans produktionsfirma Fort Hill Productions, sammen med sin partner John Goldstone. Hans firma har co-produceret made-for-TV-filmen The Prince i 2006 og er overvejet til at co-producere filmen The Watch, med James Wong, som instruktør. Desuden er han vendt tilbage til skærmen, hvor han spiller sig selv i serien Episodes.

### Privat
Den 3. maj 2003, blev LeBlanc gift med sin kæreste gennem 6 år, Melissa McKnight, og de har sammen datteren Marina Pearl (født 8. februar 2004) som har en sjælden hjernesygdom. Denne sygdom har en effekt på hendes motoriske evner og kan give slagtilfælde. LeBlanc blev også stedfar til Tyler og Jacquelyne, fra hans kones første ægteskab. 
I august 2005, undskyldte LeBlanc offentligt til sin kone, for at have haft upassende kontakt med en stripper, under en ferie i British Columbia. Parret blev separeret den 1. januar 2006 og i marts, samme år, søgte LeBlanc om skilsmisse. Skilsmissen gik endelige igennem den 6. oktober 2006. I følge Entertainment Tonight, har LeBlanc haft noget kørende med sin medspiller fra Joey, skuespillerinden Andrea Anders.
en:Andrea_Anders_(actress)

### Trivia
- Han er en stor motorcykel-entuiast. Han havde på et tidspunkt i 2005 sit eget tv-show, der hed The 5 Coolest Things, der var baseret på de 5 sejeste ting i hver motorcykelafdeling (off-road, motorcross, road racing, freestyle).
- Han er 1.76 m høj.
- Er det eneste medlem fra Venner, der ikke har været med i Saturday Night Live.

## Filmografi
| År        | Titel                                        | Rolle               | Bemærkninger        |
| --------- | -------------------------------------------- | ------------------- | ------------------- |
| 1988      | TV 101                                       | Chuck Bender        | Tv-serie            |
| 1990      | Anything to Survive                          | Billy Barton        |                     |
| 1991      | Top of the Heap                              | Vinnie Verducci     | Tv-serie            |
| 1991      | Red Shoe Diaries                             | Kyle                | 2 episoder i serien |
| 1993      | Red Shoe Diaries 3: Another Woman's Lipstick | Kyle                | Tv-serie            |
| 1993      | The Killing Box                              | Terhune             |                     |
| 1994      | Reform School Girl                           | Vince               |                     |
| 1994-2004 | Venner                                       | Joey Tribbiani      | Tv-serie            |
| 1996      | Ed                                           | Jack 'Deuce' Cooper |                     |
| 1998      | Lost in Space                                | Major Don West      |                     |
| 1998      | Lookin' Italian                              | Anthony Manetti     |                     |
| 2000      | Charlie's Angels                             | Jason               |                     |
| 2001      | All the Queen's Men                          | O'Rourke            |                     |
| 2003      | Charlie's Angels: Full Throttle              | Jason               |                     |
| 2004-2006 | Joey                                         | Joey Tribbiani      | Tv-serie            |

### Awards & nomineringer
Emmy Awards: 

- 2002: Nomineret: "Outstanding Lead Actor in a Comedy Series" for: Venner
- 2003: Nomineret: "Outstanding Lead Actor in a Comedy Series "for: Venner
- 2004: Nomineret: "Outstanding Lead Actor in a Comedy Series" for: Venner
- 2011 Nomineret: "Outstanding Lead Actor in a Comedy Series" for: Episodes

Golden Globe: 

- 2003: Nomineret: "Best Performance by an Actor in a Television Series – Musical or Comedy" for: Venner
- 2004: Nomineret: "Best Performance by an Actor in a Television Series – Musical or Comedy" for: Venner
- 2005: Nomineret: "Best Performance by an Actor in a Television Series – Musical or Comedy" for: Joey

Kids' Choice Awards: 

- 2002: Nomineret: "Favorite Television Actor" for: Venner

People's Choice Awards: 

- 2005: Vandt: "Favorite Male Television Star"

Razzie Awards: 

- 1997: Nomineret: "Worst New Star" – Delt med Jennifer Aniston, Lisa Kudrow og David Schwimmer

Satellite Awards: 

- 2003: Nomineret: "Best Performance by an Actor in a Series, Comedy or Musical" for: Venner
- 2004: Nomineret: "Best Performance by an Actor in a Supporting Role in a Series, Comedy or Musical" for: Venner

Screen Actors Guild Awards: 

- 1999: Nomineret: "Outstanding Performance by an Ensemble in a Comedy Series" for: Venner – Delt med Jennifer Aniston, Courteney Cox, Lisa Kudrow, Matthew Perry, David Schwimmer
- 2000: Nomineret: "Outstanding Performance by an Ensemble in a Comedy Series" for: Venner – ---||---
- 2001: Nomineret: "Outstanding Performance by an Ensemble in a Comedy Series" for: Venner – ---||---
- 2002: Nomineret: "Outstanding Performance by an Ensemble in a Comedy Series" for: Venner – ---||---
- 2003: Nomineret: "Outstanding Performance by an Ensemble in a Comedy Series" for: Venner – ---||---
- 2004: Nomineret: "Outstanding Performance by an Ensemble in a Comedy Series" for: Venner – ---||---

TV Guide Awards: 

- 2000: Vandt: "Editor's Choice" – Delt med Jennifer Aniston, Courteney Cox, Lisa Kudrow, Matthew Perry, David Schwimmer, Jane Sibbett og John Christopher Allen

Teen Choice Awards: 

- 2002: Vandt: "TV – Choice Actor, Comedy" for: Venner
- 2003: Nomineret: "Choice TV Actor – Comedy" for:Venner
- 2004: Nomineret: "Choice TV Actor – Comedy" for: Venner
- 2005: Nomineret: "Choice TV Actor: Comedy" for: Joey

Television Critics Association Awards: 

- 2002: Nomineret: "Individual Achievement in Comedy" for: Venner

## Eksterne links
- Matt LeBlanc på Internet Movie Database (engelsk)
- Matt LeBlanc på Filmdatabasen
- Matt LeBlanc på Scope
- Matt LeBlanc på Svensk Filmdatabas (svensk)
- Matt LeBlanc på AlloCiné (fransk)
- Matt LeBlanc på AllMovie (engelsk)
- Matt LeBlanc på Turner Classic Movies (engelsk)
- Matt LeBlanc på Rotten Tomatoes (engelsk)
- Matt LeBlanc på TV Guide (engelsk)
- Matt LeBlanc på The Movie Database (engelsk)
- Matt LeBlanc Arkiveret 26. december 2007 hos  Wayback Machine at Mattleblanc.net